# Heinz Hoffmann
Heinz Hoffmann (ur. 28 listopada 1910 w Mannheim, zm. 2 grudnia 1985 w Strausbergu) – niemiecki wojskowy i polityk, minister obrony narodowej w Radzie Ministrów Niemieckiej Republiki Demokratycznej, a od 2 października 1973 członek Biura Politycznego Komitetu Centralnego Socjalistycznej Partii Jedności.

## Kariera
Urodził się w Mannheim, pochodził z rodziny robotniczej. Po ukończeniu szkoły w Mannheim, spędził lata 1925–1930 na pracy w MWM (Motoren Werke Mannheim AG). Od 1926 do 1930 był członkiem Komunistycznego Związku Młodych Niemiec, a następnie członkiem Komunistycznej Partii Niemiec. W tym czasie Hoffmann odbył kilka krótkich kar więzienia za udział w demonstracjach ulicznych. Po przejęciu władzy w Niemczech przez partię nazistowską stanął wobec nakazu aresztowania. Hoffmann uciekł przez Szwajcarię i Czechosłowację do Związku Radzieckiego. W Związku Radzieckim uczęszczał do Międzynarodowej Szkoły Leninowskiej w Moskwie. Przez kilka miesięcy w 1936 i 1937 uczęszczał do szkoły wojskowej w Riazaniu w przygotowaniu do pracy z siłami republikańskimi w Hiszpanii. Po ukończeniu studiów otrzymał rangę porucznika. Od 1937-1938 służył w 11 Brygadzie Międzynarodowej w hiszpańskiej wojnie domowej. Pełnił funkcję komisarza w batalionie Hansa Beimlera. Objął dowództwo batalionu po tym jak jego dowódca został ranny. On sam został ciężko ranny w nogi i brzuch. Hoffmann był hospitalizowany w Madrycie przez kilka miesięcy później został przeniesiony do kliniki w Eaubonne we Francji. Przebywał tam od 1938 do 1939 roku. Od kwietnia 1939 do listopada 1940 był na wypoczynku i rekonwalescencji w Związku Radzieckim. Począwszy od marca 1941, uczęszczał na specjalny kurs Kominternu w Puszkino, na północny zachód od Moskwy.
W styczniu 1946 powrócił do Berlina gdzie został współpracownikiem Wilhelma Piecka, a później Waltera Ulbrichta. Od 1950 aż do śmierci, Heinz Hoffmann był członkiem parlamentu i członkiem Komitetu Centralnego Socjalistycznej Partii Jedności. Począwszy od 1949 Hoffmann był zaangażowany w tworzenie niemieckich sił zbrojnych. Był pierwszym wiceprezesem niemieckiej administracji spraw wewnętrznych i szefem departamentu kultury politycznej w randze Generalnego Inspektora. W 1950 Hoffmann został powołany na stanowisko szefa Głównego Zarządu Kształcenia (HVA). W latach 1955–1957 przebywał w Związku Radzieckim. Po powrocie, pracował od 1957 do 1960 jako pierwszy wiceminister Obrony Narodowej, a od 1958 do 1960 pełnił funkcję szefa sztabu. W 1959 został awansowany do stopnia generała pułkownika, a w 1961 do generała armii. W 1960 Hoffmann został mianowany, jako następca Williego Stopha, na ministra obrony narodowej NRD; pełnił ten urząd aż do śmierci. Z racji sprawowanych funkcji był „skoszarowany” w partyjno-rządowym osiedlu kierownictwa NRD wokół Majakowskiring w Berlinie-Pankow. Pochowany na Cmentarzu Centralnym Friedrichsfelde w Berlinie.
Miał trzy żony i siedmioro dzieci.
Po śmierci został wybrany na patrona 9. Dywizji Pancernej (9. Panzerdivision NVA).

## Odznaczenia
- Order Zasługi dla Ojczyzny (NRD) – 1954
- Order Czerwonego Sztandaru – 1965
- Order Karla Marksa – 1970
- Order Lenina – 1974
- Order Scharnhorsta – 1979[2]
- Order Karla Marksa – 1980
- Order Lenina – 1980
- Order Karla Marksa – 1985